# Болсена (Витербо)
Болсена (итал. Bolsena) је насеље у Италији у округу Витербо, региону Лацио.
Према процени из 2011. у насељу је живело 3468 становника. Насеље се налази на надморској висини од 316 м.

## Становништво
Према резултатима пописа становништва 2011. у општини је живело 4.137 становника.
| 1931. | 1936. | 1951. | 1961. | 1971. | 1981. | 1991. | 2001. | 2011. |
| ----- | ----- | ----- | ----- | ----- | ----- | ----- | ----- | ----- |
| 3.910 | 3.996 | 4.253 | 4.246 | 3.946 | 3.985 | 4.064 | 4.111 | 4.137 |

## Партнерски градови
- Фолкертсхаузен